# Gudrun Schwibbe
Gudrun Schwibbe (* 1952 in Braunschweig) ist eine deutsche Psychologin und Anthropologin. Schwibbe war Professorin am Institut für Kulturanthropologie und Europäische Ethnologie der Georg-August-Universität in Göttingen.    

## Leben
Schwibbe begann 1971 ein Psychologiestudium an der Göttinger Universität, das sie 1976 abschließen konnte. 1982 promovierte sie dort mit der Dissertationsschrift Intelligenz und Sprache. Zur Vorhersagbarkeit des intellektuellen Niveaus mittels kontentanalytischer Indikatoren zum Dr. rer. nat. Ihre Arbeit erschien 1984 im Bochumer Studienverlag Brockmeyer als 23. Band der Monografischen Reihe Quantitative linguistics. Es folgte von 1982 bis 1988 ein Studium der Volkskunde, ebenfalls an der Universität Göttingen, und 1988 ihre Promotion zum Dr. phil. Ihre Doktorarbeit mit dem Thema Laientheorien zum Krankheitsbild Krebs wurde ein Jahr später mit dem Titel Laientheorien zum Krankheitsbild „Krebs“. Eine volksmedizinische Untersuchung im Göttinger Verlag Erich Goltze veröffentlicht. 
Bereits seit 1974 war Schwibbe Wissenschaftliche Mitarbeiterin in verschiedenen Forschungsprojekten sowie ab 1992 Wissenschaftliche Assistentin am Seminar für Volkskunde der Universität Göttingen. An der Göttinger Hochschule habilitierte sie sich im Jahre 2000 mit der Habilitationsschrift Zur kulturellen Bedeutung und Funktion von Sinneseindrücken am Beispiel von Beschreibungen der Universitätsstadt Göttingen im 18. und 19. Jahrhundert. Das Werk erschien 2002 mit dem Titel Wahrgenommen. Die sinnliche Erfahrung der Stadt im Waxmann Verlag. 2001 erhielt sie die Lehrberechtigung für Volkskunde und war zunächst als Privatdozentin, später als Außerplanmäßige Professorin, am Institut für Kulturanthropologie und Europäische Ethnologie der Universität Göttingen tätig. Für ein Semester übernahm sie 2012 eine Vertretungsprofessur am Institut für Volkskunde und Kulturanthropologie der Universität Hamburg.
Gudrun Schwibbe ist Autorin, Herausgeberin und Rezensentin zahlreicher Fachveröffentlichungen. Das vielbeachtete Werk Bei Hempels auf dem Sofa. Auf der Suche nach dem deutschen Alltag veröffentlichte sie 2005 zusammen mit der Ethnologin und Anthropologin Ira Spieker. Ihre Forschungsschwerpunkte sind unter anderem die Alltagskultur, Politische Kultur und Jüdische Kultur, die Mentalitätsgeschichte und Sozialgeschichte des 18. und 19. Jahrhunderts aber auch die Themen Sterben, Tod und Trauer sowie Gesellschaftstheorien und Utopien. Nach ihrer Emeritierung beschäftigt sie sich mit der Malerei und konnte in kleineren Ausstellungen ihre Bilder präsentieren. 

## Veröffentlichungen

### Autorin
- Youth and politics in US. Arbeitsbuch Landeskunde/Sprachpraxis. Als Mitautorin, Hueber, München 1984, ISBN 978-3-19-006956-9.
- Intelligenz und Sprache. Zur Vorhersagbarkeit des intellektuellen Niveaus mittels kontentanalytischer Indikatoren. (Dissertationsschrift), Brockmeyer, Bochum 1984, ISBN 978-3-88339-374-2.
- Laientheorien zum Krankheitsbild „Krebs“. Eine volksmedizinische Untersuchung. (Dissertationsschrift), Erich Goltze, Göttingen 1989, ISBN 978-3-88452-847-1.
- Wahrgenommen. Die sinnliche Erfahrung der Stadt. (Habilitationsschrift), Waxmann, Münster / New York / München / Berlin 2002, ISBN 978-3-8309-1231-6.
- 25 Jahre Deutsches Primatenzentrum DPZ. (1977–2002). als Mitautorin, DPZ, Göttingen 2006.
- Bei Hempels auf dem Sofa. Auf der Suche nach dem deutschen Alltag. Mit Ira Spieker, Primus, Dortmund 2005, ISBN 978-3-89678-546-6.
- Erzählungen vom Anderssein. Linksterrorismus und Alterität. Waxmann, Münster / New York / München / Berlin 2013, ISBN 978-3-8309-2892-8.
- Zeit Reise. 1100 Jahre Leben in Göttingen. Als Mitautorin, AST, Reinhausen 2018, ISBN 978-3-944480-07-7.

### Herausgeberin
- Übergänge. Studenten aus der ehemaligen DDR berichten über ihren Studienbeginn in der Bundesrepublik. Schmerse, Göttingen 1991, ISBN 978-3-926920-09-6.
- Der Hahn im Korb. Allerneueste Geschichten um Rolf Wilhelm Brednich. Festschrift zum 60. Geburtstag von Rolf Wilhelm Brednich mit Ira Spieker, Schmerse, Göttingen 1995, ISBN 978-3-926920-15-7.
- Kneipenkultur. Untersuchungen rund um die Theke. Waxmann, Münster / New York / München / Berlin 1995, ISBN 978-3-89325-616-7.
- Nachts. Wege in andere Welten. Ausstellungskatalog, als Mitherausgeberin, Schmerse, Göttingen 2004, ISBN 978-3-926920-35-5.
- Alterität. Erzählen vom Anderssein. Als Mitherausgeberin, Schmerse, Göttingen 2010, ISBN 978-3-926920-44-7.